# Rušilci razreda Spruance
Razred spruance je razred sodobnih rušilcev, ki jih uporablja vojna mornarica Združenih držav Amerike.

## Ladje razreda spruance
- USS Spruance (DD-963)
- USS O'Brien (DD-975)
- USS Stump (DD-978)
- USS Cushing (DD-985)
- USS O'Bannon (DD-987)
- USS Fletcher (DD-992)